# Eucaterva
Eucaterva is een geslacht van vlinders van de familie spanners (Geometridae), uit de onderfamilie Ennominae.

## Soorten
- E. bonniwelli Camus & Swett, 1922
- E. variaria Grote, 1882